# General-Ingenieur
General-Ingenieur (GenIng.) war ein Dienstgrad innerhalb der Wehrmacht, welcher dem Heeresrang eines Generalmajors entsprach.

## Bedeutung
Die Bezeichnung fasst hauptsächlich die Ingenieuroffiziere der Luftwaffe zusammen. Diese waren dem Reichsluftfahrtministerium (RLM) zugeordnet oder direkt dort beschäftigt. Jeder General-Ingenieur erhielt eine technische Zuordnung, wie z. B. Beschaffung oder Triebwerke/Motoren. Ebenso wurden einige der General-Ingenieure direkt bei Firmen als Betriebsführer eingesetzt:
- Roluf Lucht von April 1943 bis Kriegsende bei der Messerschmitt GmbH in Regensburg
- Gerbert Hübner von April 1944 bis Kriegsende zu den Dornier-Werken
- Wolfram Eisenlohr von Mai 1944 bis Kriegsende bei den Vereinigten Deutschen Metallwerken
- Hanns Weidinger von November 1944 bis Februar 1945 bei den Junkers Flugzeug- und Motorenwerken
- Heinrich Sellschopp von 1944 bis 1945 bei BMW

Geführt wurden diese von einem Generalstabs-Ingenieur. Dieser war ab August 1940 der Dipl.-Ing. Roluf Lucht. Er war ab 1933 Leiter des Technischen Amtes im Reichsluftfahrtministerium. Lucht war Anfang Juli 1939 selbst zum General-Ingenieur befördert worden.
Es wurden aber auch für andere Truppengattungen General-Ingenieure benannt. Z. B. war der Oberbaudirektor Karl Weis im Juni 1944 General-Ingenieur beim Oberbefehlshaber West oder Karl Klugar (1912–1997) General-Ingenieur der Heeresgruppe Nord. Im Heer hatte der General-Ingenieur das Recht alle Baustellen zu besichtigen und Unterlagen einzusehen.

## Offiziere in diesem Dienstrang
- Dipl.-Ing. Roluf Lucht (1901–1945), ab Juli 1939
- Dipl.-Ing. Erich Scheuermann (1888–1957), ab August 1939
- Dipl.-Ing. Rudolf Spies (1895–1978), ab April 1940
- Dr.-Ing. Hanns Weidinger, ab August 1940
- Dipl.-Ing. Otto Maashoff (1895–1941), ab August 1940
- Ing. Günther Tschersich (1899–1953), ab August 1940; aufgrund von Ermittlungen nach Udets Tod im Februar 1942 erst freigestellt und dann aus der Armee entlassen[4][5]
- Ing. Heinrich Bauer (1876–1960), ab April 1941
- Dipl.-Ing. Richard Bullinger (1878–1946), ab September 1941
- Dipl.-Ing. Ernst Marquard (1897–1980), ab September 1941
- Gottfried Reidenbach (1899–1977), ab September 1941; aufgrund von Ermittlungen nach Udets Tod im August 1942 erst freigestellt und dann aus der Armee entlassen[4][5]
- Dipl.-Ing. Wolfram Eisenlohr (1893–1991), ab November 1941
- Dipl.-Ing. Karl Rau (1884–1971), ab November 1941
- Dipl.-Ing. Walter Hertel, ab Januar 1942
- Hans Fischer, ab April 1942
- Dipl.-Ing. Konrad Graf von Bullion (1893–1976), ab August 1942
- Dipl.-Ing. Gerbert Hübner (1897–1985), ab Dezember 1942
- Dipl.-Ing. Franz Mahnke, ab Dezember 1942
- Dipl.-Ing. Heinrich Sellschopp, ab Dezember 1942
- Dipl.-Ing. Kurt August (1894–1981), ab April 1943
- Dipl.-Ing. Hans Schwarz (1896–1968), ab April 1943
- Hanns Hämmerle (1897–1982), ab Februar 1944
- Artur Paul, ab April 1944
- Ing. Rudolf Hermann (1900–1948), ab Juli 1944
- Friedrich Hucke (1888–1948), ab Oktober 1944

## Rangfolge der Luftwaffen-Ingenieure
1. General-Ingenieur
2. Oberst-Ingenieur
3. Flieger-Hauptstabs-Ingenieur
4. Flieger-Oberstabs-Ingenieur
5. Fliegerstabs-Ingenieur